# Газибеков, Темирбек
Темирбек Газибеков (1898 год, Туркестанский край, Российская империя — дата смерти неизвестна, Ворошиловабадский район, Таджикская ССР) — звеньевой колхоза имени Ленина Ворошиловабадского района Сталинабадской области, Таджикская ССР. Герой Социалистического Труда (1948).

## Биография
Родился в 1898 году в бедной крестьянской семье в одном из сельских населённых пунктов Туркестанского края (сегодня — на территории Согдийской области Таджикистана). До коллективизации трудился по найму, затем — в сельскохозяйственной артели, которая позднее была преобразована в хлопководческий колхоз имени Ленина Кагановичабадского района (с 1936 года — Ворошиловабадский район). В этом колхозе трудился рядовым колхозником, звеньевым хлопководческого звена.
В 1947 году звено под руководством Тимирбека Газибекова собрало в среднем с каждого гектара по 64 центнера египетского хлопка на участке площадью 5 гектаров. Указом Президиума Верховного Совета СССР от 1 марта 1948 года удостоен звания Героя Социалистического Труда за «получение высокого урожая хлопка при выполнении колхозом обязательных поставок и натуроплаты за работу МТС в 1947 году и обеспеченности семенами зерновых культур для весеннего сева 1948 года» с вручением ордена Ленина и золотой медали «Серп и Молот».
Этим же указом званием Героя Социалистического Труда были награждены председатель колхоза Атоджон Додобаев, труженики колхоза звеньевые Акиложон Фазилова и Гульсиной Юнусова.
В 1968 году вышел на пенсию. Персональный пенсионер союзного значения. Проживал в Ворошиловабадском районе (сегодня — район Джалолиддин Балхи Хатлонской области). Дата смерти не установлена.